# Agathon Pinot du Petit-Bois
Pour les articles homonymes, voir Pinot.
Agathon Pinot du Petit-Bois, chevalier et seigneur de Tréleau, né le 12 octobre 1742 à Rennes (Ille-et-Vilaine), mort le 11 avril 1809 à Paris, est un général et homme politique français.

## États de service
Il entre en service le 1er décembre 1756, comme volontaire au régiment Picardie-cavalerie, il devient enseigne le 20 août 1758, et il sert en Allemagne de 1757 à 1762. lieutenant le 21 août 1759, il est blessé d'un coup de feu à la jambe au pont de Mullerbrucker le 17 septembre 1762. Le 17 mars 1765, il devient sous-aide major, et le 19 mai 1774, il reçoit son brevet de capitaine au régiment de Belsunce-dragons. Il est réformé le 8 juin 1776.
Il reprend du service le 28 avril 1778, comme major au régiment d'Orléans dragons, il est nommé lieutenant-colonel le 15 février 1784, et colonel du 16e régiment de dragons le 25 juillet 1791. Le 3 septembre 1791, il est élu le 10e et dernier « à la pluralité des voix », député d'Ille-et-Vilaine à l'Assemblée législative, où il vote avec la majorité. 
Membre du comité militaire le 26 octobre 1791, il est promu maréchal de camp le 7 septembre 1792, et le 18 septembre il rejoint la 13e division militaire comme commandant de Vannes. Le 26 mars 1793, il combat à Rochefort-en-Terre. Le 15 mai 1793, il n’est pas inclus dans la réorganisation des états-majors et le 24 mai, il prend le commandement de Nantes jusqu’au 23 juin 1793. Il est admis à la retraite le 23 mars 1796.
Il meurt le 11 avril 1809, à Paris.

## Sources
- « Agathon Pinot du Petit-Bois », dans Adolphe Robert et Gaston Cougny, Dictionnaire des parlementaires français, Edgar Bourloton, 1889-1891 [détail de l’édition]
- (en) « Generals Who Served in the French Army during the Period 1789 - 1814: Eberle to Exelmans »
- Fiche d'Agathon Dupetitbois sur le site de l'Assemblée Nationale, Base de données des députés français depuis 1789.
- (pl) « Napoléon.org.pl »
- Georges Six, Dictionnaire biographique des généraux & amiraux français de la Révolution et de l'Empire (1792-1814), Paris : Librairie G. Saffroy, 1934, 2 vol., p. 305-306